# Aphanolejeunea minima
Aphanolejeunea minima là một loài Rêu trong họ Lejeuneaceae. Loài này được Tixier mô tả khoa học đầu tiên năm 1975.